# 曹启泰
曹啟泰（1963年7月2日—），臺灣著名電視節目主持人，出生於臺灣，籍貫及现居上海市。國立臺灣藝術大學影劇科畢業。

## 生平
1983年，曹啟泰在中華電視台（華視，即今中華電視公司）工作，進入台灣電視圈；同年，獲得台灣省大專盃辯論比賽冠軍。
1984年，曹啟泰在華視兒童節目《嘎嘎嗚啦啦》中擔任操控與戲偶孫小毛同台演出的大猩猩、大公雞、河馬、鱷魚等其他戲偶。
1985年，曹啟泰獲得法國第戎國際青年才藝大賽團體舞蹈第三名、南非羅德堡國際青年才藝大賽團體舞蹈冠軍。
1986年，曹啟泰走向幕前，以《連環泡》起家。
1988年，曹啟泰獲得第二十四屆台灣省文藝金像獎「最佳民俗演員獎」。
1989年，曹啟泰服兵役。曹啟泰退伍之後，擔任滾石唱片媒體總監，後來主持《好彩頭》等多個綜藝節目（詳見下表）。
1993年，曹啟泰創立「婚姻大業」公司。
1995年，曹啟泰與女兒曹囡囡、胡哥合作主持TVBS頻道節目《電腦小玩子》。
1997年，曹啟泰宣佈婚姻大業公司垮台，慘賠新台幣一億元，負債新台幣六千萬元。
2000年，曹啟泰參演民間全民電視公司單元劇《男人天堂》，入圍第35屆金鐘獎電視金鐘獎男主角獎。
2004年，曹啟泰決定移居上海。
2006年，曹啟泰被中國大陸《新周刊》評選為“最佳創富節目主持人”。
2010年，曹啟泰擔任上海世界博覽會汽車館總導演，並使該館獲得四項大獎。
2014年1月，曹啟泰聚資新台幣一億元六千萬元，成立藝術品拍賣網站「Artgogo」（藝高高）。
2022年4月上海封城期间，居住于上海的曹启泰发布公益歌曲《明天会更好》2022版，与伍思凯、辛晓琪、任贤齐、游鸿明、丁噹、李泉、李建复、张卫健、李志希、李志奇、弦子、巫启贤与女儿巫咏欢、刘雪华、夏玲玲等47位艺人共同演唱。

## 家庭
1986年，與夏玲玲結婚。

## 主持作品

### 電視節目
| 頻道                             | 節目                           | 備註                                                       |
| 台視                             | 《周日發》                     |                                                            |
|                                  | 《周日發燒友》                 | 與藍心湄合作                                               |
|                                  | 《超人氣大現場》               | 第一代與曾慶瑜合作，第二代與高怡平合作                     |
| 中視                             | 《天生贏家》                   | 三代皆有，第一代時整個節目跳槽華視                         |
|                                  | 《娛樂星聞 歡樂有約》          | 與陳美鳳合作                                               |
|                                  | 《超級龍捲風》                 |                                                            |
| 華視                             | 《雙星報喜》                   | 第二代與鄒美儀合作                                         |
|                                  | 《連環泡》                     | 先與董至成合作，後與巴戈合作                               |
|                                  | 《週末派》                     | 與張小燕合作                                               |
|                                  | 《好彩頭》                     | 第三代與曹蘭合作，第四代與陶晶瑩合作                       |
|                                  | 《江山萬里情》                 | 第一代，與崔麗心合作                                       |
|                                  | 《全家樂》                     | 與陶晶瑩合作                                               |
|                                  | 《華視全家福》                 | 華視20週年台慶特別節目，與陶晶瑩合作                       |
|                                  | 《天生贏家》                   | 三代皆與況明潔合作，第一代與黃韻玲合作，第二代與吳天心合作 |
|                                  | 《笑星撞地球》                 | 最後一任與施文彬合作                                       |
|                                  | 《今夜滿天星》                 | 與崔麗心合作                                               |
|                                  | 《星期天報報》                 | 與方芳芳→趙英華合作                                        |
|                                  | 《紅色炸彈》                   | 與趙英華、趙寧合作                                         |
|                                  | 《永遠的星星》                 | 2013年除夕特別節目，與胡盈禎合作                           |
| 民視                             | 《台灣驚豔》                   | 與楊林合作                                                 |
| 公視                             | 《摩登銀髮族》                 |                                                            |
| 衛視中文台                       | 《娛樂補習班》                 | 第一代                                                     |
| 傳訊電視大地頻道                 | 《財神到》                     | 與章嘉玉合作                                               |
| 佛光衛視                         | 《Dr.酷》                      | 與鍾欣凌合作                                               |
| 東方衛視、第一財經頻道           | 《波士堂》                     |                                                            |
| 第一財經頻道                     | 《上班這點事》                 |                                                            |
| 東方衛視                         | 《我心唱響》                   |                                                            |
| 上海文广新闻传媒集团五星体育频道 | 《中国好足球》                 |                                                            |
| TVBS頻道                         | 《電腦小玩子》                 | 與曹囡囡、胡哥合作                                         |
| TVBS頻道                         | 《男人放輕鬆》                 |                                                            |
| 台北之音                         | 《和台北結婚》                 |                                                            |
| 新傳媒電視                       | 《百萬大贏家》                 | 《超級大富翁》新加坡中文版                                 |
| 星空衛視                         | 《星空舞狀元》                 | 與揚揚、金星合作                                           |
| 喜馬拉雅FM                       | 《舍得智慧讲堂》第二季中国智慧 |                                                            |

### 主持活動
| 年份           | 名稱                                      | 備註                                                                  |
| 1986年11月28日 | 行政院新聞局「好歌大家唱 巨星聯合演唱會」 | 華視轉播，與鳳飛飛合作主持                                            |
| 1986年12月31日 | 滾石唱片快樂天堂跨年演唱會                |                                                                       |
| 1990年12月10日 | 第27屆金馬獎頒獎典禮                      | 華視轉播，與曹蘭合作主持星光大道                                      |
| 1992年11月21日 | 第4屆金曲獎頒獎典禮                       | 華視轉播，與杜玟合作主持                                              |
| 2003年12月31日 | 2004臺北最HIGH新年城                      | 超視、JET日本台、國興衛視轉播，與崔麗心、柳翰雅、大炳、唐志中合作主持 |
| 2008年4月4日   | 大甲鎮瀾宮「2008媽祖之光」晚會            | 與吳宗憲、侯佩岑合作主持                                              |
|                | 時報廣告金像獎頒獎典禮                    | 連續多屆，合作主持者不定                                              |

## 演出作品

### 電視劇
| 年份   | 頻道       | 劇名                        | 飾演   |
| 1989   | 台視       | 《天才房東妙房客》第22集    | 吳夫   |
| 1991   | 華視       | 《朋友，好久不見》          | 施子侗 |
| 1999年 | 民視無線台 | 《白賊七》 - 白賊七與邱罔舍 | 老師   |
| 2000   | 民視無線台 | 《民視劇場——男人天堂》      | 傅桐   |

### 電影
| 年份   | 片名               | 飾演 | 合作演員                               |
| 1987年 | 《孫小毛魔界歷險》 |      | 倪敏然、夏玲玲、馬邵君、藍心湄、紅唇族 |
| 2004年 | 《20 30 40》       |      |                                        |

### 舞台劇
| 年份                         | 劇團     | 節目                                                  |
| 2014年6月13-14日、6月19-22日 | 果陀劇場 | 《淡水小鎮 25周年特別紀念版》（飾說書人（舞台監督）） |

## 廣告
- 盛香堂企業「雪芙蘭牛奶沐浴乳」
- 義美食品「義美夾心酥禮盒」（拜訪朋友篇）
- 台灣索尼「SONY特麗霓虹彩色電視機」
- 愛之味「愛之味綠豆粉粿」（蒟蒻做粉粿篇）
- 生達化學製藥「肺益清百益膏」
- 大眾商業銀行「大眾Much現金卡」（借錢篇）

## 出版作品

### 著作
| 年份               | 書名                                                     | 出版社   | ISBN               |
| 1995年7月25日出版  | 《愛，要讓全世界知道》（有聲書，與夏玲玲主講）           | 平安文化 | ISBN 9578030398    |
| 1995年8月25日出版  | 《結婚真好：曹啟泰321宣言》（曹啟泰口述，田竹英整理）    | 商周出版 | ISBN 9579293066    |
| 1996年5月31日出版  | 《少年真好：曹啟泰菜鳥英雄傳》（曹啟泰口述，田竹英整理） | 商周出版 | ISBN 9579293619    |
| 2002年4月29日出版  | 《一堂一億六千萬的課》（又名《人脈存摺一億六千萬》）     | 商周出版 | ISBN 9867892062    |
| 2002年9月30日出版  | 《讓我牽著你的手：在生命轉彎時》（與陳昇合著）           | 商周出版 | ISBN 9867892682    |
| 2003年1月22日出版  | 《想一想，死不得：第二堂一億六千萬的課》                 | 商周出版 | ISBN 9867747097    |
| 2004年10月21日出版 | 《我愛錢》                                               | 商周出版 | ISBN 986124266X    |
| 2012年7月1日出版   | 《一張單程機票》                                         | 商周出版 | ISBN 9789862722008 |

## 獎項紀錄
| 年份   | 頒獎典禮     | 獎項             | 作品                       | 結果 |
| ------ | ------------ | ---------------- | -------------------------- | ---- |
| 1993年 | 第28屆金鐘獎 | 綜藝節目主持人獎 | 華視《江山萬里情》         | 提名 |
| 1997年 | 第32屆金鐘獎 | 綜藝節目主持人獎 | 華視《天生贏家》           | 提名 |
| 2000年 | 第35屆金鐘獎 | 男主角獎         | 民視《民視劇場－男人天堂》 | 提名 |
| 2001年 | 第36屆金鐘獎 | 兒童節目主持人獎 | 佛光衛視《Dr.酷》          | 獲獎 |

## 外部連結
- 曹启泰在互联网电影资料库（IMDb）上的資料（英文）
- 曹启泰在香港影庫上的簡介
- 曹启泰在豆瓣上的资料（简体中文）
- 華文影史庫 曹啟泰 簡介 （页面存档备份，存于）